# Brachyhesma hypoxantha
Brachyhesma hypoxantha är en biart som först beskrevs av Rayment 1934.  Brachyhesma hypoxantha ingår i släktet Brachyhesma och familjen korttungebin. Inga underarter finns listade.

## Bildgalleri

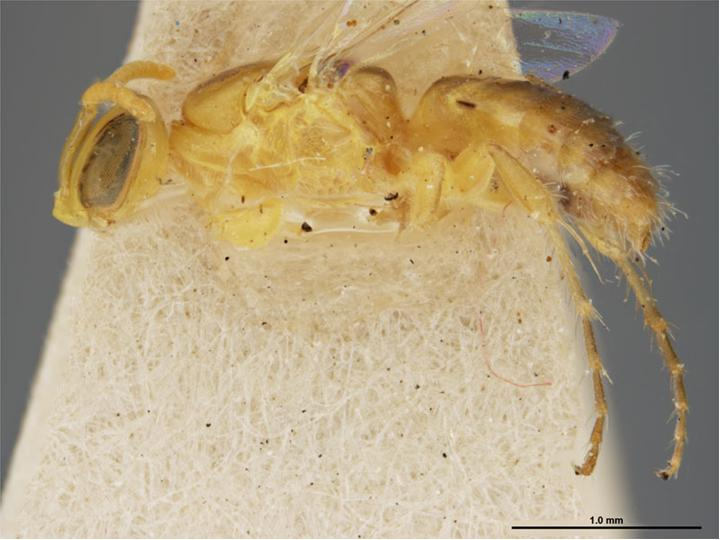